# In Concert (The Doors)
In Concert è il quarto album dal vivo del gruppo musicale statunitense Doors, pubblicato nel 1991.

## Descrizione
I brani sono ricavati da una varietà di diversi concerti e album. In Concert include tutte le tracce di Absolutely Live (tutte nel disco 1 tranne Close To You, che appare nel disco 2) e Alive, She Cried. È compresa una traccia da An American Prayer e due da Live at the Hollywood Bowl che sono rispettivamente Unknown Soldier già edita, e The End che figura per la prima volta su di un CD ma che appare sulla raccolta video Dance on Fire e Live At The Hollywood Bowl.

## Tracce
Disco 1
Tutte le tracce sono ricavate da Absolutely Live.
1. House Announcer – 2:40
2. Who Do You Love? (McDaniel) – 6:02
3. Alabama Song (Whisky Bar) (Brecht, Weill) – 1:51
4. Back Door Man (Dixon) – 2:22
5. Love Hides (Jim Morrison) – 1:48
6. Five to One (The Doors) – 4:34
7. Build Me a Woman (Jim Morrison) – 3:33
8. When the Music's Over (The Doors) – 16:16
9. Universal Mind (The Doors) – 4:54
10. Petition the Lord with Prayer (The Doors) – 0:52
11. Dead Cats, Dead Rats (The Doors) – 1:57
12. Break on Through (To the Other Side) No. 2 (The Doors) - 4:40
13. Lions in the Street (The Doors) – 1:14
14. Wake Up (The Doors) – 1:21
15. A Little Game (The Doors) – 1:12
16. The Hill Dwellers (The Doors) – 2:35
17. Not to Touch the Earth (The Doors) – 4:14
18. Names of the Kingdom (The Doors) – 1:29
19. The Palace of Exile (The Doors) – 2:20
20. Soul Kitchen (The Doors) – 7:15

Disco 2
Tutte le tracce sono ricavate da Alive, She Cried, eccetto ove indicato.
1. Roadhouse Blues - 6:13 (da An American Prayer)
2. Gloria - 6:17
3. Light My Fire - 9:51 (comprende Graveyard Poem)
4. You Make Me Real - 3:06
5. The WASP (Texas Radio & The Big Beat) - 1:52
6. Love Me Two Times - 3:17
7. Little Red Rooster (Willie Dixon) - 7:15
8. Moonlight Drive - 5:34 (compresa Horse Latitudes)
9. Close to You - 5:26 (da Absolutely Live)
10. The Unknown Soldier - 4:25 (da Live at the Hollywood Bowl)
11. The End - 15:42 (inedita su LP o CD) (appare nel video The Doors Live at the Hollywood Bowl)

## Classifica
- Billboard Music Charts (Nord America)

### Album
| Anno | Chart      | Posizione |
| ---- | ---------- | --------- |
| 1991 | Pop Albums | 50        |